# The Tomb (film 2007)
The Tomb è un film del 2007 diretto da Ulli Lommel e tratto dal racconto La tomba di H.P. Lovecraft. Tuttavia, molti critici hanno fatto notare che la trama del film è completamente diversa da quella del racconto di Lovecraft.

## Trama
Tara e Billy si svegliano feriti ed insanguinati dentro un buio seminterrato o un magazzino. Mentre esplorano il luogo, incontrano altre persone ferite che vengono orribilmente uccise per mano di "The Puppetmaster," un sinistro individuo che gioca con loro in un gioco mortale nel quale ci sarà un unico superstite.

## Produzione
La produzione del film ha avuto luogo durante l'agosto 2005 a Marina Del Rey, in California, in un magazzino di Princeton Drive che in seguito è stato demolito. Le scene al "Palm Desert Motel" sono state girate su un set al coperto nello stesso magazzino. Gli esterni sono stati girati nel deserto nei pressi di Palmdale.
Il film è stato girato sullo stesso set del film Zombie Nation.